# Georgette Sagna
Pour les articles homonymes, voir Sagna.
Georgette Sagna, née le 13 avril 1991, est une judokate sénégalaise.

## Biographie
Elle est médaillée de bronze en moins de 78 kg aux Championnats d'Afrique de judo 2010 à Yaoundé, aux Jeux africains de 2011 à Maputo, aux Championnats d'Afrique de judo 2012 à Agadir et aux Championnats d'Afrique de judo 2017 à Antananarivo.
En 2024, elle remporte la médaille de bronze dans la catégorie des plus de 78 kg aux Jeux africains à Accra puis la médaille d'argent dans la même catégorie  aux Championnats d'Afrique au Caire.